# گریس بردلی
گریس بردلی (انگلیسی: Grace Bradley؛ ‏ ۲۱ سپتامبر ۱۹۱۳ – ۲۱ سپتامبر ۲۰۱۰) بازیگر، خواننده و هنرمند رقص اهل ایالات متحده آمریکا بود.
از فیلم‌هایی که وی در آن‌ها نقش داشته است، می‌توان به پنجه گربه اشاره نمود.